# 仲兆隆
仲兆隆（1944年—），江苏铜山人。中华人民共和国政治人物。

## 生平
早年进入北京师范大学中文系。1993年，任中共甘肃省委常委、省委秘书长。1999年，升任中共甘肃省委副书记。2003年，兼任甘肃省政协主席。